# Francis Gladheim Pease
Francis Gladheim Pease (ur. 14 stycznia 1881, zm. 7 lutego 1938) – amerykański astronom.
W 1921 roku wspólnie z Albertem Michelsonem używając interferometrii optycznej zmierzył rozmiar gwiazdy Betelgeza, oceniając jej średnicę na podobną do orbity Marsa. Był to pierwszy pomiar rozmiarów gwiazdy.
W 1928 roku odkrył pierwszą mgławicę planetarną Pease 1 znajdującą się wewnątrz gromady kulistej Messier 15.
Nazwiskiem Francisa Pease'a nazwano krater Pease na Księżycu.